# Tage Olivarius
Tage Christian de Fine Olivarius (2. oktober 1847 på Mandø – august 1905 i Rørvig) var en dansk arkitekt.
Han var søn af sognepræst Mathias Christian Olivarius (1807-1863) og Sofie Jakobine Wettergreen (1813-1901), besøgte Ribe Latinskole til faderens død, hvorefter han, da moderen var flyttet til København, kom i murerlære og blev svend; samtidig havde han tegnet hos C.V. Nielsen og blev af ham dimitteret til Kunstakademiet, hvis skoler han gennemgik fra oktober 1867 til den 30. juni 1876, da han fik afgangsbevis som arkitekt. Som konduktør for Vilhelm Dahlerup kom han samme år til Randers, og bosatte sig der med det samme som udøvende arkitekt, året efter tog han tillige borgerskab som murermester.
Den 4. november 1880 ægtede han i Sankt Mortens Kirke Charlotte Mogensine Andersen (25. januar 1860 i Randers - 13. maj 1946 sammesteds), datter af mægler Adolf Andersen (1827-) og Christiane Rasmine f. Cortsen (1838-1864).
Olivarius har bygget en del landsbykirker, nogle sygehuse forskellige steder i Jylland samt ombyggede i 1892-93 Løveapoteket i Randers, hvorefter han i 1894 var arkitekt for de til Landmandsforsamlingen opførte bygninger. Hans kirker er opført enten i en nyromansk eller en nygotisk stil.
Han er begravet i Randers.

## Værker
- Ligkapel i Randers (1876)
- Sparekassen for Randers og Omegn, nu Alm. Brand, udlejet til AOF, Store Voldgade 8, Randers (1878-79)
- Langskov Kirke (1880)
- Ligkapel i Lemvig (1880, ombygget 1915 af Helge Bojsen-Møller)[1]
- Grejs Kirke (1882)
- Uldum Kirke (1883)
- Våbenhus til Hammershøj Kirke (1883)
- Skole i Markedsgade, Randers (1884-85, nedrevet)
- Grensten Kirke (1885)
- Holsted Kirke (1885-86)
- Hjørring Arrest (sammen med en arkitekt Poulsen)
- Mariager Epidemisygehus, nu forsorgsinstitutionen Sødisbakke, Mariager (1886)
- Hornslet Amts- og Epidemisygehus, nu plejehjemmet Rosengården, Hornslet (1891)
- Borgmesterbolig i Randers (1891)
- Pavillon på Skovbakken, Randers (1892-1893, brændt 1941)
- Grove Kirke (1893)
- Give Amtssygehus (1894, nu plejehjem)
- Landmandsforsamlingens bygninger, Randers (1894, nedrevet)
- Slagtehus, Randers (1896-98, sammen med H. Meyer)
- Skovpavillon ved Munkholm ved Mariager (1898, brændt 1945)
- Thisted Tekniske Skole (1901)
- Karlby Kirke (1901-02)

Restaureringer og ombygninger:
- Vorning Kirke (1878)
- Skifteretten i Randers, Tøjhushavevej 2 (1884-88)[2]
- Løveapoteket, Randers (1892-93)